# ŠNK Radnik Majur
ŠNK Radnik je nogometni klub iz Majura.
Trenutačno se natječe u 1. ŽNL Sisačko-moslavačkoj.
2004. prvaci 2. ŽNL Sisačko-moslavačka.
2009., 2012. i 2013. prvaci 1. ŽNL Sisačko-moslavačka.